# وایونش خازنی

تصویرسازی از دستگاه وایونش خازنی.

وایونش خازنی (CDI) (به انگلیسی: Capacitive deionization) یک فناوری برای وایونی (به انگلیسی: deionize) (یون‌زدایی) آب با اعمال اختلاف پتانسیل الکتریکی بر روی دو الکترود است که اغلب از کربن مُتخلخل ساخته شده‌اند. به عبارت دیگر، CDI یک روش الکتروجَذبش (به انگلیسی: electro-sorption) است که از ترکیب یک محیط جذبشی و یک میدان الکتریکی برای جداکردن یون‌ها و ذرات باردار استفاده می‌کند. آنیون‌ها، یون‌هایی با بار منفی، از آب حذف می‌شوند و در الکترود قطبیده مثبت ذخیره می‌شوند. به همین ترتیب، کاتیون‌ها (بار مثبت) در کاتد، که الکترود قطبیده منفی است، ذخیره می‌شوند.
امروزه از CDI عمدتاً برای نمک‌زدایی آب‌های لب‌شور استفاده می‌شود که آبی با غلظت نمک کم یا متوسط (زیر ۱۰ گرم در لیتر) است. فناوری‌های دیگر برای وایونش آب، تقطیر، گذرندگی وارون و الکتروتراکافت هستند. در مقایسه با گذرندگی وارون و تقطیر، CDI به عنوان یک فناوری کارآمد انرژی برای نمک‌زدایی آب‌های لب‌شور در نظر گرفته می‌شود. این عمدتاً به این دلیل است که CDI یون‌های نمک را از آب حذف می‌کند، درحالی که سایر فناوری‌ها آب را از محلول نمک استخراج می‌کنند.